# Aino Laberenz

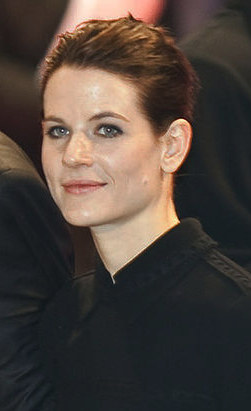
Aino Laberenz bei der Berlinale 2009.

Aino Laberenz (* 27. Februar 1981 in Turku, Finnland) ist eine deutsche Bühnen- und Kostümbildnerin. Als Witwe des 2010 verstorbenen Theaterregisseurs Christoph Schlingensief leitet sie bis heute das von ihm ins Leben gerufene Projekt Operndorf Afrika in Burkina Faso.

## Arbeit
Laberenz wuchs mit ihren Eltern und drei Brüdern in Wetter an der Ruhr auf. Ihr Vater Wolfgang Laberenz, ein Lehrer, lehrte ab 1977 fünf Jahre als Dozent im finnischen Turku, wo Aino Laberenz geboren wurde. Nach der Rückkehr war ihr Vater Bürgermeister und später Leiter eines Programmkinos in Wetter. Während ihres Studiums der Kunstgeschichte begann Aino Laberenz 2001 am Schauspielhaus Bochum im Bereich Kostümbild zu assistieren. Später folgten Engagements u. a. am Theaterhaus Gessnerallee, bei der Bayerischen Staatsoper und dem Wiener Burgtheater. Sie entwarf die Kostüme für mehrere Kurzfilme von Philip Reuter und arbeitete u. a. mit René Pollesch, Schorsch Kamerun, Armin Petras sowie ihrem Bruder Martin Laberenz.
Bei der Produktion Der Zwischenstand der Dinge (2008) von Christoph Schlingensief entwarf sie neben den Kostümen auch das Bühnenbild.
2004 lernten sich Laberenz und Schlingensief in Zürich kennen und arbeiteten seitdem zusammen. Am 1. August 2009 heiratete das Paar. Nach Schlingensiefs Tod im August 2010 übernahm Aino Laberenz die Geschäftsführung der Festspielhaus Afrika gGmbH und setzt seitdem das 2009 ins Leben gerufene Projekt Operndorf Afrika fort. Im Oktober 2011 eröffnete Laberenz das erste Gebäude des Projekts, eine Schule. 2011 unterstützte sie zusammen mit Carl Hegemann die Kuratorin Susanne Gaensheimer dabei, im Deutschen Pavillon der 54. Biennale di Venezia das Werk ihres verstorbenen Mannes auszustellen. Der Pavillon wurde mit dem Goldenen Löwen ausgezeichnet.
Neben ihrer Tätigkeit für das Theater tritt Laberenz als Nachlassverwalterin von Christoph Schlingensief auf. In dieser Rolle kuratierte Aino Laberenz unter anderem eine Retrospektive seines Werks, die 2014 am KW in Berlin und im MoMA PS1 in New York gezeigt wurde.
Aino Laberenz lebt in Berlin. Sie ist mit Holger Liebs liiert.

## Auszeichnungen
- 2005: Beste Nachwuchs-Kostümbildnerin, Theater heute[13]

## Veröffentlichungen
- Christoph Schlingensief: Ich weiß, ich war's. Ausgewählt und herausgegeben von Aino Laberenz. Kiepenheuer & Witsch, Köln 2012, ISBN 978-3-462-04242-9.
- Christoph Schlingensief: Kein falsches Wort jetzt. Gespräche. Ausgewählt und herausgegeben von Aino Laberenz. Kiepenheuer & Witsch, Köln 2020, ISBN 978-3-462-05508-5.

## Filmografie
- 2024: Die geschützten Männer